# サルサディオーネ
サルサディオーネ（欧字名:Salsa Dione、2014年5月3日 - ）は、日本の競走馬。主な勝ち鞍は2020年のマリーンカップ、クイーン賞、2021年のスパーキングレディーカップ、日本テレビ盃、2022年のさきたま杯。
馬名の意味は、母名の一部＋ギリシャ神話の天空の女神。NARグランプリ2020、同2021、同2022の4歳以上最優秀牝馬に選出された。

## 戦績
- 特記事項なき場合、本節の出典はJBISサーチ[5]、地方競馬全国協会[6]

### 2歳〜5歳(2016年〜2019年)
2016年11月13日、京都競馬場での2歳新馬戦でデビューし、13着。2戦目で勝ち上がる。年明けて2017年は、はじめの2戦は8着、6着に終わったが、間を置いて7月中京競馬場の500万下条件戦で2勝目を挙げ、続くレパードステークスでローズプリンスダムの2着に入る。その後しばらくはダートグレード競走などダートの中距離戦を中心に使われるが2018年のエンプレス杯でアンジュデジールの3着に入った以外は二桁着順を重ね続け、夏に1000万下条件クラスに降級。降級初戦の三浦特別を勝って準オープンクラスに上がり、白川郷ステークスと柳都ステークスでは3着以内に入らなかったが、8月25日のBSN賞では先手を奪ってそのまま逃げ、ナムラミラクルを接戦で下して4勝目、格上挑戦にしてオープンクラスの競走を制した。JBCレディスクラシック12着を挟んで出走の12月のクイーン賞でもアイアンテーラーの2番手からそのまま2着に粘った。2019年もダートグレード競走やダートのリステッド競走に使われるが、スパーキングレディーカップとBSN賞で連続2着だったのが最高の成績で、11月の霜月ステークス13着を最後に、大井・堀千亜樹厩舎に移籍した。

### 6歳(2020年)
移籍初戦、2020年のTCK女王盃は10着に終わったが、次戦の報知グランプリカップでは中央時代にも騎乗経験のある岩田康誠の手綱でスタートから逃げの手を打ち、そのまま押し切って重賞を初めて制覇した。エンプレス杯は折り合いを欠いて11着に終わるが、4月2日のマリーンカップでは再度逃げ切り勝ちを演じ、鞍上の矢野貴之、管理する堀千亜樹ともどもダートグレード競走を初めて制した。川崎マイラーズ7着を挟み、京成盃グランドマイラーズでカジノフォンテンの2着、スパーキングレディーカップ3着と2戦続けて上位に残り、9月の宮前オープンでは2着イリオンを6馬身差下して優勝。日本テレビ盃とJBCレディスクラシックは2戦とも振るわなかったものの、クイーン賞では逃げ切って重賞3勝目を挙げた。年が明けてのNARグランプリの選考では、満場一致で4歳以上最優秀牝馬に選ばれた。また、TCK大賞のTCKミストレス賞にも選出された。

### 7歳(2021年)
2021年は初戦の報知グランプリカップこそ5着に終わったが、続く2戦、エンプレス杯で2着、マリーンカップ3着と盛り返す。かしわ記念はカジノフォンテンの8着に終わるものの、次走のスパーキングレディーカップでは2着リネンファッションに6馬身差をつける逃げ切り勝ちで重賞4勝目、2008年のトーセンジョウオー以来のスパーキングレディーカップでの地方馬勝利を達成した。さらに8月のスパーキングサマーカップでも逃げ切り勝ちで重賞5勝目を連勝で飾ると、船橋で日本テレビ盃に出走、長期休養から復帰した1番人気のクリソベリルに次ぎ、GI馬のダノンファラオを抑えて地方勢最上位の2番人気に支持される。レースではスタートから積極的にハナを主張して先頭に立つと快調に逃げ、追い込むダノンファラオの追撃を1/2馬身差振り切って逃げ切り勝ちを決め、重賞3連勝を飾った。日本テレビ盃の地方所属馬の勝利は2010年のフリオーソ以来11年ぶり、牝馬の勝利はJRA・地方交流競走になる前の1995年にケーエフネプチュンが勝って以来27年ぶり、交流競走に指定されてからは初の勝利となった。この後は前年に続きJBCレディスクラシックに出走、実績のない右回りのレースで、ハナを切ったものの粘りなく10着に敗れる。これで右回りの成績は11戦して全て着外となった。その後年内最終戦としてクイーン賞に挑んだ。最重量ハンデ56.5kgを背負う中で逃げ、直線では後続を引き離す場面もあったがゴール直前で斤量53kgのダイアナブライトに差し切られ2着に敗れた。2021年のNARグランプリでは2年連続で4歳以上最優秀牝馬に選ばれた。

### 8歳(2022年)
8歳初戦は川崎記念に挑戦したが9着に終わる。前年2着のエンプレス杯は果敢に逃げたがショウナンナデシコにインから交わされ1馬身半差の2着、マリーンカップでも同じような状況からショウナンナデシコに交わされ、最後は8馬身差を付けられての2着に終わる。続いて6月1日に浦和のさきたま杯に出走。JRA所属時の霜月ステークス以来およそ2年半ぶりとなる1400m戦、さらに初の浦和競馬場でのレースだったが、レースではハナを切ると最後の直線で一旦はシャマルに交わされるもののこれを再度差し返し、最後は地元浦和のティーズダンクの追込をアタマ差凌いで優勝、交流重賞5勝目を飾った。この後、連覇をかけて挑んだスパーキングレディーカップでは道中軽快に逃げるも直線でショウナンナデシコ、レディバグにかわされ3着。初の盛岡遠征となったビューチフルドリーマーカップでは好スタートから先手を奪うと、最後の直線でも脚色は衰えることなく後続に5馬身差をつけ快勝した。秋に入り、9月28日の日本テレビ盃では逃げ粘ってフィールドセンスの3着に入るも、続くJBCレディスクラシックでは9着と惨敗。12月22日のゴールドカップは好スタートから先手を取り逃げたが、最後の直線でスマイルウィにかわされ2着となった。

### 9歳(2023年)
2月16日、9歳初戦となる3月1日のエンプレス杯をもって引退し繁殖入りすることが、特別区競馬組合より発表された。レースでは好スタートからハナを奪い逃げるも直線で力尽き5着に敗れた。3月3日付で競走馬登録を抹消、3月6日に大井競馬場で引退式が行われた。引退後は北海道様似町の高村伸一牧場内にある99・9牧場で繁殖牝馬となる。

## 競走成績
以下の内容は、JBISサーチ、netkeiba.com、地方競馬全国協会に基づく。
| 競走日     | 競馬場 | 競走名              | 格       | 距離（馬場）  | 頭 数 | 枠 番 | 馬 番 | オッズ （人気） | 着順 | タイム （上り3F） | 着差 | 騎手      | 斤量 [kg] | 1着馬（2着馬）         | 馬体重 [kg] |
| ---------- | ------ | ------------------- | -------- | ------------- | ----- | ----- | ----- | --------------- | ---- | ----------------- | ---- | --------- | --------- | ---------------------- | ----------- |
| 2016.11.13 | 京都   | 2歳新馬             |          | 芝1800m（良） | 17    | 2     | 3     | 128.1（12人）   | 13着 | R1:51.0（35.8）   | -2.2 | 0松若風馬 | 54        | グローブシアター       | 498         |
| 0000.12.10 | 中京   | 2歳未勝利           |          | ダ1800m（良） | 16    | 8     | 15    | 011.70（5人）   | 01着 | R1:55.1（38.8）   | -0.4 | 0丸山元気 | 54        | （アオイテソーロ）     | 492         |
| 2017.01.07 | 京都   | 福寿草特別          | 500万下  | 芝2000m（良） | 9     | 3     | 3     | 106.10（9人）   | 08着 | R2:03.8（38.6）   | -3.5 | 0幸英明   | 54        | サトノリュウガ         | 486         |
| 0000.02.11 | 京都   | 3歳500万下          |          | ダ1800m（重） | 14    | 6     | 10    | 011.50（4人）   | 06着 | R1:52.0（38.0）   | -1.4 | 0幸英明   | 54        | グランドディアマン     | 486         |
| 0000.07.02 | 中京   | 3歳上500万下        |          | ダ1800m（稍） | 16    | 5     | 9     | 004.60（2人）   | 01着 | R1:52.2（37.3）   | -0.8 | 0和田竜二 | 52        | （アオイテソーロ）     | 488         |
| 0000.08.06 | 新潟   | レパードS           | GIII     | ダ1800m（良） | 15    | 5     | 9     | 087.1（12人）   | 02着 | R1:53.1（38.6）   | -0.2 | 0吉田豊   | 54        | ローズプリンスダム     | 490         |
| 0000.10.05 | 大井   | Lプレリュード       | JpnII    | ダ1800m（良） | 16    | 1     | 1     | 006.50（4人）   | 14着 | R1:56.6（42.1）   | -3.5 | 0岩田康誠 | 53        | クイーンマンボ         | 484         |
| 0000.11.05 | 京都   | みやこS             | GIII     | ダ1800m（良） | 15    | 1     | 2     | 081.0（10人）   | 15着 | R1:54.9（42.2）   | -4.8 | 0丸山元気 | 52        | テイエムジンソク       | 496         |
| 0000.12.28 | 阪神   | ベテルギウスS       | OP       | ダ1800m（稍） | 16    | 2     | 4     | 080.3（14人）   | 11着 | R1:53.4（39.4）   | -1.4 | 0丸山元気 | 53        | ルールソヴァール       | 498         |
| 2018.01.21 | 中京   | 東海S               | GII      | ダ1800m（良） | 16    | 2     | 4     | 093.2（12人）   | 16着 | R1:55.8（41.2）   | -4.0 | 0丸山元気 | 53        | テイエムジンソク       | 494         |
| 0000.02.28 | 川崎   | エンプレス杯        | JpnII    | ダ2100m（良） | 11    | 3     | 3     | 034.20（6人）   | 03着 | R2:16.5（40.2）   | -0.2 | 0丸山元気 | 54        | アンジュデジール       | 488         |
| 0000.04.21 | 福島   | 福島牝馬S           | GIII     | 芝1800m（良） | 12    | 1     | 1     | 080.2（11人）   | 12着 | R1:52.9（42.0）   | -6.1 | 0丸山元気 | 54        | キンショーユキヒメ     | 496         |
| 0000.06.03 | 東京   | 三浦特別            | 1000万下 | ダ1600m（良） | 15    | 4     | 6     | 007.70（5人）   | 01着 | R1:37.1（37.0）   | -0.2 | 0丸山元気 | 55        | （タガノカトレア）     | 506         |
| 0000.06.30 | 中京   | 白川郷S             | 1600万下 | ダ1800m（良） | 16    | 6     | 12    | 009.10（4人）   | 10着 | R1:52.5（37.6）   | -1.5 | 0酒井学   | 54        | ミキノトランペット     | 500         |
| 0000.08.12 | 新潟   | 柳都S               | 1600万下 | ダ1800m（良） | 10    | 8     | 9     | 003.80（3人）   | 05着 | R1:52.4（39.4）   | -1.4 | 0丸山元気 | 55        | ミッシングリンク       | 506         |
| 0000.08.25 | 新潟   | BSN賞               | OP       | ダ1800m（良） | 12    | 2     | 2     | 005.30（3人）   | 01着 | R1:51.0（36.7）   | -0.0 | 0池添謙一 | 51        | （ナムラミラクル）     | 506         |
| 0000.11.04 | 京都   | JBCLクラシック      | JpnI     | ダ1800m（良） | 16    | 5     | 9     | 050.10（9人）   | 12着 | R1:53.1（40.4）   | -2.7 | 0丸山元気 | 55        | アンジュデジール       | 506         |
| 0000.12.12 | 船橋   | クイーン賞          | JpnIII   | ダ1800m（不） | 11    | 8     | 10    | 006.00（3人）   | 02着 | R1:53.4（40.9）   | -0.7 | 0丸山元気 | 54        | アイアンテーラー       | 501         |
| 2019.01.30 | 川崎   | 川崎記念            | JpnI     | ダ2100m（良） | 11    | 7     | 9     | 029.80（5人）   | 07着 | R2:19.5（44.3）   | -4.5 | 0丸山元気 | 55        | ミツバ                 | 495         |
| 0000.02.27 | 川崎   | エンプレス杯        | JpnII    | ダ2100m（良） | 13    | 8     | 13    | 005.10（4人）   | 07着 | R2:18.2（42.7）   | -2.9 | 0丸山元気 | 55        | プリンシアコメータ     | 500         |
| 0000.05.05 | 東京   | ブリリアントS       | L        | ダ2100m（重） | 16    | 2     | 4     | 046.1（14人）   | 14着 | R2:10.3（38.6）   | -2.2 | 0吉田豊   | 53        | アングライフェン       | 502         |
| 0000.07.04 | 川崎   | スパーキングLC      | JpnIII   | ダ1600m（不） | 14    | 2     | 2     | 017.20（6人）   | 02着 | R1:41.4（40.6）   | -0.8 | 0岩田康誠 | 55        | ファッショニスタ       | 504         |
| 0000.08.24 | 新潟   | BSN賞               | L        | ダ1800m（稍） | 12    | 8     | 12    | 005.90（4人）   | 02着 | R1:50.7（37.4）   | -0.0 | 0池添謙一 | 53        | アイファーイチオー     | 518         |
| 0000.10.06 | 東京   | グリーンチャンネルC | L        | ダ1400m（稍） | 16    | 2     | 4     | 015.90（6人）   | 11着 | R1:24.4（37.7）   | -1.0 | 0吉田豊   | 55        | アディラート           | 516         |
| 0000.11.17 | 東京   | 霜月S               | OP       | ダ1400m（良） | 16    | 5     | 9     | 024.80（9人）   | 13着 | R1:25.3（38.1）   | -1.4 | 0岩田康誠 | 53        | ミッキーワイルド       | 508         |
| 2020.01.22 | 大井   | TCK女王盃           | JpnIII   | ダ1800m（重） | 12    | 5     | 5     | 051.20（8人）   | 10着 | R1:57.0（42.6）   | -2.7 | 0赤岡修次 | 55        | マドラスチェック       | 514         |
| 0000.02.12 | 船橋   | 報知グランプリC     | SIII     | ダ1800m（良） | 11    | 8     | 12    | 008.30（5人）   | 01着 | R1:53.8（39.7）   | -0.3 | 0岩田康誠 | 54.5      | （タービランス）       | 519         |
| 0000.03.05 | 川崎   | エンプレス杯        | JpnII    | ダ2100m（稍） | 13    | 7     | 11    | 022.40（6人）   | 11着 | R2:21.5（46.5）   | -4.6 | 0矢野貴之 | 55        | アンデスクイーン       | 514         |
| 0000.04.02 | 船橋   | マリーンC           | JpnIII   | ダ1600m（重） | 14    | 7     | 12    | 006.70（5人）   | 01着 | R1:40.1（38.8）   | -0.4 | 0矢野貴之 | 55        | （メモリーコウ）       | 525         |
| 0000.05.13 | 川崎   | 川崎マイラーズ      | SIII     | ダ1600m（良） | 13    | 4     | 5     | 015.80（7人）   | 07着 | R1:41.2（40.5）   | -1.3 | 0西啓太   | 57        | グレンツェント         | 520         |
| 0000.06.17 | 船橋   | 京成盃Gマイラーズ   | SIII     | ダ1600m（良） | 12    | 8     | 12    | 006.40（4人）   | 02着 | R1:39.3（38.5）   | -0.1 | 0山崎誠士 | 54        | カジノフォンテン       | 529         |
| 0000.07.15 | 川崎   | スパーキングLC      | JpnIII   | ダ1600m（不） | 10    | 7     | 8     | 004.80（3人）   | 03着 | R1:41.1（38.6）   | -0.2 | 0矢野貴之 | 56        | ファッショニスタ       | 527         |
| 0000.09.17 | 川崎   | 宮前OP              | OP       | ダ1600m（稍） | 10    | 8     | 9     | 001.40（1人）   | 01着 | R1:39.7（38.1）   | -1.3 | 0矢野貴之 | 55        | （イリオン）           | 527         |
| 0000.09.30 | 船橋   | 日本テレビ盃        | JpnII    | ダ1800m（稍） | 14    | 3     | 3     | 020.40（6人）   | 09着 | R1:55.0（44.0）   | -4.5 | 0矢野貴之 | 54        | ロードブレス           | 527         |
| 0000.11.03 | 大井   | JBCLクラシック      | JpnI     | ダ1800m（稍） | 15    | 5     | 9     | 107.1（10人）   | 07着 | R1:52.5（39.0）   | -1.4 | 0矢野貴之 | 55        | ファッショニスタ       | 522         |
| 0000.12.03 | 船橋   | クイーン賞          | JpnIII   | ダ1800m（稍） | 14    | 6     | 9     | 003.50（3人）   | 01着 | R1:51.4（38.6）   | -0.5 | 0矢野貴之 | 55        | （アッシェンブッテル） | 526         |
| 2021.02.11 | 船橋   | 報知グランプリC     | SIII     | ダ1800m（良） | 14    | 5     | 8     | 002.80（1人）   | 05着 | R1:54.1（40.4）   | -1.0 | 0矢野貴之 | 54.5      | ゴールドホイヤー       | 526         |
| 0000.03.04 | 川崎   | エンプレス杯        | JpnII    | ダ2100m（良） | 11    | 4     | 4     | 023.50（6人）   | 02着 | R2:14.2（39.9）   | -0.1 | 0矢野貴之 | 55        | マルシュロレーヌ       | 529         |
| 0000.04.07 | 船橋   | マリーンC           | JpnIII   | ダ1600m（稍） | 7     | 1     | 1     | 002.30（1人）   | 03着 | R1:38.9（38.7）   | -0.5 | 0矢野貴之 | 56        | テオレーマ             | 532         |
| 0000.05.05 | 船橋   | かしわ記念          | JpnI     | ダ1600m（稍） | 12    | 2     | 2     | 105.40（9人）   | 08着 | R1:40.9（40.5）   | -1.6 | 0矢野貴之 | 55        | カジノフォンテン       | 537         |
| 0000.07.08 | 川崎   | スパーキングLC      | JpnIII   | ダ1600m（重） | 9     | 1     | 1     | 003.80（2人）   | 01着 | R1:39.0（38.5）   | -1.3 | 0矢野貴之 | 56        | （リネンファッション） | 522         |
| 0000.08.31 | 川崎   | スパーキングサマーC | SIII     | ダ1600m（良） | 13    | 2     | 2     | 001.60（1人）   | 01着 | R1:40.3（38.1）   | -0.1 | 0矢野貴之 | 56        | （ティーズダンク）     | 526         |
| 0000.09.29 | 船橋   | 日本テレビ盃        | JpnII    | ダ1800m（良） | 11    | 8     | 10    | 005.40（2人）   | 01着 | R1:53.5（40.0）   | -0.1 | 0矢野貴之 | 54        | （ダノンファラオ）     | 529         |
| 0000.11.03 | 金沢   | JBCLクラシック      | JpnI     | ダ1500m（良） | 12    | 2     | 2     | 004.30（3人）   | 10着 | R1:33.9（38.7）   | -1.8 | 0矢野貴之 | 55        | テオレーマ             | 521         |
| 0000.12.01 | 船橋   | クイーン賞          | JpnIII   | ダ1800m（不） | 14    | 3     | 4     | 002.70（1人）   | 02着 | R1:51.5（39.4）   | -0.1 | 0矢野貴之 | 56.5      | ダイアナブライト       | 524         |
| 2022.02.02 | 川崎   | 川崎記念            | JpnI     | ダ2100m（良） | 13    | 8     | 12    | 023.70（5人）   | 09着 | R2:18.1（42.1）   | -3.2 | 0矢野貴之 | 55        | チュウワウィザード     | 525         |
| 0000.03.02 | 川崎   | エンプレス杯        | JpnII    | ダ2100m（良） | 13    | 8     | 12    | 004.90（2人）   | 02着 | R2:16.0（39.0）   | -0.3 | 0矢野貴之 | 56        | ショウナンナデシコ     | 525         |
| 0000.04.13 | 船橋   | マリーンC           | JpnIII   | ダ1600m（良） | 13    | 7     | 10    | 002.70（1人）   | 02着 | R1:43.0（40.4）   | -1.7 | 0矢野貴之 | 58        | ショウナンナデシコ     | 529         |
| 0000.06.01 | 浦和   | さきたま杯          | JpnII    | ダ1400m（良） | 11    | 8     | 10    | 010.50（5人）   | 01着 | R1:25.3（37.0）   | -0.0 | 0矢野貴之 | 55        | （ティーズダンク）     | 528         |
| 0000.07.06 | 川崎   | スパーキングLC      | JpnIII   | ダ1600m（良） | 10    | 1     | 1     | 004.70（2人）   | 03着 | R1:41.7（40.2）   | -0.6 | 0森泰斗   | 58        | ショウナンナデシコ     | 526         |
| 0000.08.28 | 盛岡   | ビューチフルDC      | M1       | ダ2000m（重） | 11    | 1     | 1     | 001.00（1人）   | 01着 | R2:04.7（35.7）   | -0.8 | 0矢野貴之 | 55        | （コーラルツッキー）   | 530         |
| 0000.09.28 | 船橋   | 日本テレビ盃        | JpnII    | ダ1800m（良） | 13    | 5     | 7     | 004.40（2人）   | 03着 | R1:53.7（40.4）   | -0.7 | 0矢野貴之 | 55        | フィールドセンス       | 529         |
| 0000.11.03 | 盛岡   | JBCLクラシック      | JpnI     | ダ1800m（良） | 11    | 3     | 3     | 013.70（5人）   | 09着 | R1:52.4（38.9）   | -2.3 | 0矢野貴之 | 55        | ヴァレーデラルナ       | 519         |
| 0000.12.22 | 浦和   | ゴールドC           | SI       | ダ1400m（不） | 10    | 8     | 10    | 003.50（2人）   | 02着 | R1:25.7（36.7）   | -0.2 | 0山崎誠士 | 55        | スマイルウィ           | 524         |
| 2023.03.01 | 川崎   | エンプレス杯        | JpnII    | ダ2100m（良） | 10    | 7     | 7     | 023.50（5人）   | 05着 | R2:20.3（43.8）   | -1.6 | 0矢野貴之 | 56        | グランブリッジ         | 520         |

## 繁殖成績
|      | 馬名                   | 生年   | 性 | 毛色 | 父             | 馬主 | 厩舎 | 戦績 |
| ---- | ---------------------- | ------ | -- | ---- | -------------- | ---- | ---- | ---- |
| 初仔 | サルサディオーネの2024 | 2024年 | 牝 | 栗毛 | オルフェーヴル |      |      |      |

- 2024年9月27日現在

## 血統表
| サルサディオーネの血統          | サルサディオーネの血統                                                                     | サルサディオーネの血統                                                                     | （血統表の出典）                                                                           | （血統表の出典）  |
| 父系                            | サンデーサイレンス系/ヘイロー系                                                            | サンデーサイレンス系/ヘイロー系                                                            | サンデーサイレンス系/ヘイロー系                                                            | [ § 2 ]           |
| 父 ゴールドアリュール 1999 栗毛 | 父の父*サンデーサイレンス Sunday Silence 1986 青鹿毛                                       | Halo                                                                                       | Hail to Reason                                                                             | Hail to Reason    |
| 父 ゴールドアリュール 1999 栗毛 | 父の父*サンデーサイレンス Sunday Silence 1986 青鹿毛                                       | Halo                                                                                       | Cosmah                                                                                     |                   |
| 父 ゴールドアリュール 1999 栗毛 | 父の父*サンデーサイレンス Sunday Silence 1986 青鹿毛                                       | Wishing Well                                                                               | Understanding                                                                              | Understanding     |
| 父 ゴールドアリュール 1999 栗毛 | 父の父*サンデーサイレンス Sunday Silence 1986 青鹿毛                                       | Wishing Well                                                                               | Mountain Flower                                                                            |                   |
| 父 ゴールドアリュール 1999 栗毛 | 父の母*ニキーヤ Nikiya 1993 鹿毛                                                           | Nureyev                                                                                    | Northen Dancer                                                                             | Northen Dancer    |
| 父 ゴールドアリュール 1999 栗毛 | 父の母*ニキーヤ Nikiya 1993 鹿毛                                                           | Nureyev                                                                                    | Special                                                                                    |                   |
| 父 ゴールドアリュール 1999 栗毛 | 父の母*ニキーヤ Nikiya 1993 鹿毛                                                           | Reluctant Guest                                                                            | Hostage                                                                                    | Hostage           |
| 父 ゴールドアリュール 1999 栗毛 | 父の母*ニキーヤ Nikiya 1993 鹿毛                                                           | Reluctant Guest                                                                            | Vaguely Royal                                                                              |                   |
| 母 サルサクイーン 1999 栗毛     | 母の父*リンドシェーバー 1988 鹿毛                                                          | Alydar                                                                                     | Raise a Native                                                                             | Raise a Native    |
| 母 サルサクイーン 1999 栗毛     | 母の父*リンドシェーバー 1988 鹿毛                                                          | Alydar                                                                                     | Sweet Tooth                                                                                |                   |
| 母 サルサクイーン 1999 栗毛     | 母の父*リンドシェーバー 1988 鹿毛                                                          | *ベーシイド                                                                                | Cool Moon                                                                                  | Cool Moon         |
| 母 サルサクイーン 1999 栗毛     | 母の父*リンドシェーバー 1988 鹿毛                                                          | *ベーシイド                                                                                | Polonda                                                                                    |                   |
| 母 サルサクイーン 1999 栗毛     | 母の母シーサイドエンゼル 1991 栗毛                                                         | *ジャッジアンジェルーチ                                                                    | Honest Pleasure                                                                            | Honest Pleasure   |
| 母 サルサクイーン 1999 栗毛     | 母の母シーサイドエンゼル 1991 栗毛                                                         | *ジャッジアンジェルーチ                                                                    | Victorian Queen                                                                            |                   |
| 母 サルサクイーン 1999 栗毛     | 母の母シーサイドエンゼル 1991 栗毛                                                         | シャダイハマナス                                                                           | *ノーザンテースト                                                                          | *ノーザンテースト |
| 母 サルサクイーン 1999 栗毛     | 母の母シーサイドエンゼル 1991 栗毛                                                         | シャダイハマナス                                                                           | *ハマナス II                                                                               |                   |
| 母系(F-No.)                     | ハマナス II(IRE)系(FN:17-b)                                                                | ハマナス II(IRE)系(FN:17-b)                                                                | ハマナス II(IRE)系(FN:17-b)                                                                | [ § 3 ]           |
| 5代内の近親交配                 | Northen Dancer 4 × 5 = 9.38％、Nearctic 5 × 5 = 6.25％、Thong / Lt. Stevens 5 × 5 = 6.25％ | Northen Dancer 4 × 5 = 9.38％、Nearctic 5 × 5 = 6.25％、Thong / Lt. Stevens 5 × 5 = 6.25％ | Northen Dancer 4 × 5 = 9.38％、Nearctic 5 × 5 = 6.25％、Thong / Lt. Stevens 5 × 5 = 6.25％ | [ § 4 ]           |
| 出典                            | 1. 2. 3. 4.                                                                                | 1. 2. 3. 4.                                                                                | 1. 2. 3. 4.                                                                                | 1. 2. 3. 4.       |

- 母サルサクイーンは2002年の東京プリンセス賞優勝馬[29][3]。
- 従兄弟に2024年京都ハイジャンプ勝ち馬のサンデイビスがいる。